# Quem é quem?
Quem é quem? foi um programa de televisão da Rede Globo apresentado por Célia Biar.
O programa era exibido semanalmente às terças-feiras às 19:30, com duração de trinta minutos. Consistia num jogo de perguntas e respostas, onde os convidados tinham que identificar, entre três pessoas entrevistadas, qual estava falando a verdade sobre ser um determinado profissional.